# Ирмухамедов, Шоди Сванович
Шоди Сванович Ирмухамедов (1942—2013) — таджикский, советский педагог. Народный учитель СССР (1989).

## Биография
Шоди Ирмухамедов родился 10 декабря 1942 году в Файзабадском районе Таджикистана, был четвёртым ребёнком из девяти детей.
С 1960 по 1962 год проходил военную службу в рядах Советской Армии в пограничных войсках.
Трудовую деятельность начал в 1962 году в качестве воспитателя в Гиссарской районной инфекционной больнице.
В 1963 году поступил в Душанбинский педагогический институт имени Т. Г. Шевченко, который успешно окончил в 1967 году.
С 1967 по 1976 год работал в средней школе учителем истории. В 1976—1986 годах работал директором школы № 89 в Гиссарском районе. В 1986 году был назначен директором общеобразовательной школы № 2 имени С. Айни.
Будучи руководителем в течение двадцати лет, продемонстрировал свои педагогические навыки, способность предвидеть, развивать свою школу с развитием науки и техники. Свободно ссылался на проблему, которая была в школе, властям. С созданием художественного рвения, дружеской атмосферы творчества и развлечений были внедрены новые педагогические методы. Был целеустремлен и ответственен, требуя, чтобы его учителя выполняли свои обязанности.
В период с 1989 по 1991 год был депутатом районного совета Гиссарского района, возглавлял комитет по контролю за ценами.
Скончался 27 июня 2013 года в своем доме в Гиссаре.

## Звания и награды
- Народный учитель СССР (1989)[источник не указан 1005 дней]
- Медаль «Ветеран труда»
- Знак «Отличник народного просвещения»
- Медаль «За отвагу» (1961)